# Niedersteinebach
Niedersteinebach es un municipio situado en el distrito de Altenkirchen, en el estado federado de Renania Palatinado (Alemania). Tiene una población estimada, a fines de 2020, de 220 habitantes.
Está ubicado al noreste del estado, cerca de la frontera con el estado de Renania del Norte-Westfalia y de la orilla del río Sieg, un afluente por la derecha del Rin.
Forma parte de la mancomunidad (en alemán, verbandsgemeinde) de Altenkirchen-Flammersfeld.